# Zeta potenciál
Zeta potenciál je označení pro elektrokinetický potenciál v koloidních systémech, který působí na rozhraní mezi povrchovou vrstvou částice a okolní kapalinou. Znalost zeta potenciálu může být použita při přípravě požadovaných suspenzí kdy lze redukovat čas při přípravě zkušebních látek a může také sloužit k predikci dlouhodobé stability roztoků. Měření zeta potenciálu patří k nejjednodušším a nejpřímějším metodám k charakterizace povrchu nabitých koloidních soustav.
Zeta potenciál je elektrický náboj, který vzniká na povrchu částice, která přijde do kontaktu s vodným roztokem. Následkem toho vzniká elektrický náboj na povrchu jako důsledek lokálních volných elektronů v roztoku, které mají tendenci se přeskupovat do oblasti s nenulovým nábojem, která existuje v blízkosti rozhraní povrchu částice a roztokem. Uspořádání nábojů na rozhraní pevná látka - kapalina a nastolení rovnováhy mezi protiionty v kapalině se obvykle označuje jako elektrická dvojvrstva. To je kompaktní tenká vrstva iontů bezprostředně vedle povrchu nabité pevné částice. Ionty této vrstvy jsou nepohyblivé z důvodu silné elektrostatické přitažlivé síly. Ionty v roztoku mimo tuto vrstvu se volně pohybují. Zeta potenciál je elektrostatický potenciál na pomezí rozdělující kompaktní vrstvu a difuzní vrstvu.
Zeta potenciál závisí na elektrokinetickém potenciálu na rovině skluzu povrchu elektrické dvojvrstvy. Spolu s povrchovou vodivostí je zeta potenciál důležitým parametrem při studiu a modelování různých elektrokinetických jevů souvisejících s mikrofluidními systémy. Zeta potenciál na rozhraní pevné látky a kapaliny závisí také na řadě dalších faktorů jako jsou koncentrace iontů, jejich náboj, pH a teplota roztoku. Z tohoto důvodu má každé rozhraní svůj vlastní zeta potenciál. Měření zeta potenciálu je založeno na nepřímém měření, s použitím jednoho z následujících elektrochemických jevů: elektroosmotický tok, elektroforéza, nebo „streaming“ potenciál.
Zeta potenciál nemůže být měřen přímo, ale může být vypočítán s použitím teoretických modelů. Většinou jsou jako data použity k výpočtu elektrokinetické a elektroakustické jevy. Zeta potenciál disperze je měřen přiložením elektrického pole. Částice s nenulovým zeta potenciálem aplikováním elektrického pole putují k elektrodě o opačném náboji s rychlostí úměrnou velikosti zeta potenciálu.
Existují dvě odlišné experimentální techniky používané k měření velikosti zeta potenciálu: mikroelektroforéza a elektroforéza. Mikroelektroforéza má výhodu získání obrazu pohybujících se částic a elektroforéza je založena na dynamickém rozptylu světla, který může být použit k charakterizaci velmi malých částic. Posun frekvence, nebo fázový posun dopadajícího laserového paprsku, který je způsoben pohybujícími se částicemi je měřen jako mobilita částic, která je převedena na zeta potenciál s použitím modelu Smoluchowskeho, nebo Huckelovy teorie. Obě tyto metody mohou vyžadovat ředění vzorku, které někdy může být důvodem ovlivnění vlastností a velikosti zeta potenciálu vzorku.
Technika měření zeta potenciálu je založena na nepřímém měření získaném během elektrokinetických experimentů. Obvykle se hodnota zeta potenciálu pohybuje v rozmezí mezi 0 – 200 mV a jsou možné kladné i záporné hodnoty v závislosti na převažujícím náboji částice.